# Anthony Randolph
Anthony Erwin Randolph jr. (Würzburg, 15 luglio 1989) è un ex cestista statunitense naturalizzato sloveno, professionista nella NBA e in Europa.

## Carriera
Con gli Stati Uniti ha disputato i Giochi panamericani di Toronto 2015.
Con la Slovenia ha disputato i Campionati europei del 2017.

### Squadra
- Campionato spagnolo: 3

Real Madrid: 2017-18, 2018-19, 2021-22
- Copa del Rey: 2

Real Madrid: 2017, 2020
- Supercoppa spagnola: 5

Real Madrid: 2018, 2019, 2020, 2021, 2022
- Eurolega: 2

Real Madrid: 2017-18, 2022-23

### Nazionale
- Europei: 
 Romania/Finlandia/Israele/Turchia 2017

### Individuale
- All-Eurocup Second Team: 1

Lokomotiv Kuban: 2014-15
- All-Euroleague Second Team: 1

Lokomotiv Kuban: 2015-16
- All-Liga ACB Second Team: 1

Real Madrid: 2016-17

## Statistiche

### College
| Anno      | Squadra    | PG | PT | MP   | TC%  | 3P%  | TL%  | RP  | AP  | PRP | SP  | PP   |
| --------- | ---------- | -- | -- | ---- | ---- | ---- | ---- | --- | --- | --- | --- | ---- |
| 2007-2008 | LSU Tigers | 31 | 31 | 32,8 | 46,4 | 10,5 | 69,3 | 8,5 | 1,2 | 1,1 | 2,3 | 15,6 |
| Carriera  | Carriera   | 31 | 31 | 32,8 | 46,4 | 10,5 | 69,3 | 8,5 | 1,2 | 1,1 | 2,3 | 15,6 |

### NBA

#### Regular Season
| Anno      | Squadra            | PG  | PT | MP   | TC%  | 3P%  | TL%  | RP  | AP  | PRP | SP  | PP   |
| --------- | ------------------ | --- | -- | ---- | ---- | ---- | ---- | --- | --- | --- | --- | ---- |
| 2008-2009 | G.S. Warriors      | 63  | 22 | 17,9 | 46,2 | 0,0  | 71,6 | 5,8 | 0,8 | 0,7 | 1,2 | 7,9  |
| 2009-2010 | G.S. Warriors      | 33  | 8  | 22,7 | 44,3 | 20,0 | 80,1 | 6,5 | 1,3 | 0,8 | 1,5 | 11,6 |
| 2010-2011 | N.Y. Knicks        | 17  | 0  | 7,5  | 31,1 | 25,0 | 50,0 | 2,4 | 0,4 | 0,2 | 0,5 | 2,1  |
| 2010-2011 | Minnesota T'wolves | 23  | 3  | 20,1 | 49,8 | -    | 70,3 | 5,2 | 1,1 | 0,8 | 0,7 | 11,7 |
| 2011-2012 | Minnesota T'wolves | 34  | 5  | 15,2 | 47,0 | 0,0  | 76,2 | 3,6 | 0,6 | 0,4 | 1,0 | 7,4  |
| 2012-2013 | Denver Nuggets     | 39  | 0  | 8,4  | 49,1 | 0,0  | 68,9 | 2,4 | 0,3 | 0,5 | 0,5 | 3,7  |
| 2013-2014 | Denver Nuggets     | 43  | 5  | 12,3 | 38,6 | 29,5 | 75,4 | 2,8 | 0,7 | 0,6 | 0,4 | 4,8  |
| Carriera  | Carriera           | 252 | 43 | 15,2 | 45,3 | 24,1 | 74,0 | 4,3 | 0,7 | 0,6 | 0,9 | 7,1  |

#### Playoffs
| Anno     | Squadra        | PG | PT | MP  | TC%  | 3P% | TL%  | RP  | AP  | PRP | SP  | PP  |
| -------- | -------------- | -- | -- | --- | ---- | --- | ---- | --- | --- | --- | --- | --- |
| 2013     | Denver Nuggets | 5  | 0  | 6,0 | 81,8 | -   | 72,7 | 1,2 | 0,0 | 0,4 | 0,0 | 5,2 |
| Carriera | Carriera       | 5  | 0  | 6,0 | 81,8 | -   | 72,7 | 1,2 | 0,0 | 0,4 | 0,0 | 5,2 |

### Eurolega
| Anno       | Squadra          | PG  | PT  | MP   | TC%  | 3P%  | TL%  | RP  | AP  | PRP | SP  | PP   |
| ---------- | ---------------- | --- | --- | ---- | ---- | ---- | ---- | --- | --- | --- | --- | ---- |
| 2015-2016  | Lokomotiv Kuban' | 23  | 20  | 25,2 | 43,1 | 25,3 | 76,7 | 6,0 | 1,2 | 1,3 | 0,9 | 14,5 |
| 2016-2017  | Real Madrid      | 34  | 15  | 21,2 | 50,0 | 36,7 | 77,8 | 5,1 | 1,1 | 0,4 | 1,1 | 10,2 |
| 2017-2018† | Real Madrid      | 21  | 11  | 17,9 | 47,2 | 31,1 | 65,7 | 3,8 | 1,2 | 0,7 | 0,3 | 8,2  |
| 2018-2019  | Real Madrid      | 33  | 33  | 22,6 | 48,5 | 41,4 | 75,6 | 4,3 | 0,9 | 0,5 | 0,3 | 12,5 |
| 2019-2020  | Real Madrid      | 19  | 19  | 24,0 | 50,6 | 49,1 | 76,6 | 4,3 | 0,4 | 0,8 | 0,2 | 13,7 |
| 2020-2021  | Real Madrid      | 13  | 11  | 18,9 | 44,3 | 37,3 | 88,9 | 3,6 | 0,8 | 0,6 | 0,3 | 9,3  |
| 2021-2022  | Real Madrid      | 17  | 1   | 9,0  | 42,0 | 32,3 | 83,3 | 2,2 | 0,2 | 0,1 | 0,2 | 3,6  |
| 2022-2023† | Real Madrid      | 8   | 1   | 6,1  | 64,3 | 60,0 | 60,0 | 1,2 | 0,0 | 0,4 | 0,1 | 3,0  |
| Carriera   | Carriera         | 168 | 111 | 19,8 | 47,3 | 38,4 | 76,2 | 4,2 | 0,8 | 0,6 | 0,5 | 10,3 |

### Club
| Stagione        | Squadra         | Competizione | Partite | Partite | Partite | Statistiche tiro | Statistiche tiro | Statistiche tiro | Altre statistiche | Altre statistiche | Altre statistiche | Altre statistiche | Altre statistiche |
| Stagione        | Squadra         | Competizione | Pres.   | Titol.  | Minuti  | Tiri da 2        | Tiri da 3        | Liberi           | Rimb.             | Assist            | Rubate            | Stopp.            | Punti             |
| --------------- | --------------- | ------------ | ------- | ------- | ------- | ---------------- | ---------------- | ---------------- | ----------------- | ----------------- | ----------------- | ----------------- | ----------------- |
| 2014-2015       | Lokomotiv Kuban | VTB          | 27      | 27      | 570     | 106/203          | 18/60            | 77/98            | 146               | 30                | 20                | 53                | 396               |
| 2015-2016       | Lokomotiv Kuban | VTB          | 20      | 20      | 454     | 92/170           | 25/53            | 77/101           | 98                | 33                | 19                | 20                | 336               |
| 2016-2017       | Real Madrid     | Liga ACB     | 27      | 17      | 538     | 58/110           | 27/80            | 33/50            | 100               | 22                | 27                | 31                | 230               |
| 2017-2018       | Real Madrid     | Liga ACB     | 19      | 13      | 400     | 57/104           | 17/50            | 30/38            | 94                | 14                | 12                | 8                 | 195               |
| 2018-2019       | Real Madrid     | Liga ACB     | 26      | 22      | 505     | 54/107           | 37/92            | 22/30            | 97                | 14                | 14                | 11                | 241               |
| 2019-2020       | Real Madrid     | Liga ACB     | 15      | 9       | 275     | 14/33            | 20/56            | 28/35            | 51                | 8                 | 8                 | 6                 | 116               |
| Totale carriera |                 |              |         |         |         |                  |                  |                  |                   |                   |                   |                   |                   |

### Cronologia presenze e punti in nazionale

#### Stati Uniti d'America
| Cronologia completa delle presenze e dei punti in Nazionale - Stati Uniti | Cronologia completa delle presenze e dei punti in Nazionale - Stati Uniti | Cronologia completa delle presenze e dei punti in Nazionale - Stati Uniti | Cronologia completa delle presenze e dei punti in Nazionale - Stati Uniti | Cronologia completa delle presenze e dei punti in Nazionale - Stati Uniti | Cronologia completa delle presenze e dei punti in Nazionale - Stati Uniti | Cronologia completa delle presenze e dei punti in Nazionale - Stati Uniti | Cronologia completa delle presenze e dei punti in Nazionale - Stati Uniti |
| Data                                                                      | Città                                                                     | In casa                                                                   | Risultato                                                                 | Ospiti                                                                    | Competizione                                                              | Punti                                                                     | Note                                                                      |
| ------------------------------------------------------------------------- | ------------------------------------------------------------------------- | ------------------------------------------------------------------------- | ------------------------------------------------------------------------- | ------------------------------------------------------------------------- | ------------------------------------------------------------------------- | ------------------------------------------------------------------------- | ------------------------------------------------------------------------- |
| 21-07-2015                                                                | Toronto                                                                   | Stati Uniti                                                               | 85 - 66                                                                   | Venezuela                                                                 | Giochi panamericani - Fase a gironi                                       | 16                                                                        |                                                                           |
| 22-07-2015                                                                | Toronto                                                                   | Stati Uniti                                                               | 102 - 70                                                                  | Porto Rico                                                                | Giochi panamericani - Fase a gironi                                       | 7                                                                         |                                                                           |
| 23-07-2015                                                                | Toronto                                                                   | Stati Uniti                                                               | 83 - 93                                                                   | Brasile                                                                   | Giochi panamericani - Fase a gironi                                       | 15                                                                        |                                                                           |
| 24-07-2015                                                                | Toronto                                                                   | Stati Uniti                                                               | 108 - 111                                                                 | Canada                                                                    | Giochi panamericani - Semifinale                                          | 21                                                                        |                                                                           |
| Totale                                                                    |                                                                           | Presenze                                                                  | 4                                                                         |                                                                           | Punti                                                                     | 59                                                                        |                                                                           |

#### Slovenia
| Cronologia completa delle presenze e dei punti in Nazionale - Slovenia | Cronologia completa delle presenze e dei punti in Nazionale - Slovenia | Cronologia completa delle presenze e dei punti in Nazionale - Slovenia | Cronologia completa delle presenze e dei punti in Nazionale - Slovenia | Cronologia completa delle presenze e dei punti in Nazionale - Slovenia | Cronologia completa delle presenze e dei punti in Nazionale - Slovenia | Cronologia completa delle presenze e dei punti in Nazionale - Slovenia | Cronologia completa delle presenze e dei punti in Nazionale - Slovenia |
| Data                                                                   | Città                                                                  | In casa                                                                | Risultato                                                              | Ospiti                                                                 | Competizione                                                           | Punti                                                                  | Note                                                                   |
| ---------------------------------------------------------------------- | ---------------------------------------------------------------------- | ---------------------------------------------------------------------- | ---------------------------------------------------------------------- | ---------------------------------------------------------------------- | ---------------------------------------------------------------------- | ---------------------------------------------------------------------- | ---------------------------------------------------------------------- |
| 31-08-2017                                                             | Helsinki                                                               | Slovenia                                                               | 90 - 81                                                                | Polonia                                                                | EuroBasket 2017 - Fase a gironi                                        | 7                                                                      |                                                                        |
| 2-09-2017                                                              | Helsinki                                                               | Slovenia                                                               | 81 - 78                                                                | Finlandia                                                              | EuroBasket 2017 - Fase a gironi                                        | 10                                                                     |                                                                        |
| 3-09-2017                                                              | Helsinki                                                               | Slovenia                                                               | 78 - 72                                                                | Grecia                                                                 | EuroBasket 2017 - Fase a gironi                                        | 8                                                                      |                                                                        |
| 5-09-2017                                                              | Helsinki                                                               | Slovenia                                                               | 102 - 75                                                               | Islanda                                                                | EuroBasket 2017 - Fase a gironi                                        | 8                                                                      |                                                                        |
| 6-09-2017                                                              | Helsinki                                                               | Slovenia                                                               | 95 - 78                                                                | Francia                                                                | EuroBasket 2017 - Fase a gironi                                        | 9                                                                      |                                                                        |
| 9-09-2017                                                              | Istanbul                                                               | Slovenia                                                               | 79 - 55                                                                | Ucraina                                                                | EuroBasket 2017 - Ottavi di finale                                     | 21                                                                     |                                                                        |
| 12-09-2017                                                             | Istanbul                                                               | Slovenia                                                               | 103 - 97                                                               | Lettonia                                                               | EuroBasket 2017 - Quarti di finale                                     | 16                                                                     |                                                                        |
| 14-09-2017                                                             | Istanbul                                                               | Slovenia                                                               | 92 - 72                                                                | Spagna                                                                 | EuroBasket 2017 - Semifinale                                           | 15                                                                     |                                                                        |
| 17-09-2017                                                             | Istanbul                                                               | Slovenia                                                               | 93 - 85                                                                | Serbia                                                                 | EuroBasket 2017 - Finale                                               | 11                                                                     |                                                                        |
| Totale                                                                 |                                                                        | Presenze                                                               | 9                                                                      |                                                                        | Punti                                                                  | 105                                                                    |                                                                        |

## Palmarès

### Squadra
- Campionato spagnolo: 3

Real Madrid: 2017-18, 2018-19, 2021-22
- Copa del Rey: 2

Real Madrid: 2017, 2020
- Supercoppa spagnola: 5

Real Madrid: 2018, 2019, 2020, 2021, 2022
- Eurolega: 2

Real Madrid: 2017-18, 2022-23

### Nazionale
- Europei: 
 Romania/Finlandia/Israele/Turchia 2017

### Individuale
- All-Eurocup Second Team: 1

Lokomotiv Kuban: 2014-15
- All-Euroleague Second Team: 1

Lokomotiv Kuban: 2015-16
- All-Liga ACB Second Team: 1

Real Madrid: 2016-17